# Hegyhátszentmárton
Hegyhátszentmárton è un comune dell'Ungheria di 71 abitanti (dati 2001). È situato nella contea di Vas.